# Nupserha alexandrovi
Nupserha alexandrovi là một loài bọ cánh cứng trong họ Cerambycidae.